# Valeriana henrici
Valeriana henrici es una planta perteneciente a la familia Caprifoliaceae.

## Etimología
En quechua ancashino, qallu o qallun quiere decir lengua y llingli o rinri quiere decir oreja por la forma de las hojas, en aimara "chijura o chijuro". El nombre "rosetón" se refiere a la forma de la planta.

## Descripción
Es una hierba postrada que crece en forma de roseta con un diámetro de 10 a 15 cm; raíz carnosa esponjosa de color blanquecino y sabor dulce;Las flores son pequeñas y rosadas de 1/2  a 1 cm de diámetro que crecen en círculos alrededor del centro de la planta; las hojas simples, carnosas, espatuladas, con el limbo arriñonado, glabra, rugosa, obtusa en la punta de coloración verde olivo el haz y purpúreo el envés, suborbiculares (que nacen unas sobre otras) y coriáceas; crece en suelos pedregosos, arenosos; fruto en aquenio de 3mm. aprox. y forma rectangular, se encuentran en altitudes de 4,600 a 4,700 m s.n.m.

## Taxonomía

### Sinonimia
- Stangea henricii Graebn., 1906[3]

## Importancia cultural

### Uso en la alimentación
Se emplea en la alimentación humana: se pela y come el rizoma crudo o cocido. En los meses de febrero a marzo, el rizoma es más dulce y se consume fresco o se prepara junto con papa “wayk’a”. En tiempos de escasez, el rizoma puede servir como sustituto de la papa.

## Nombres comunes
- Qallu qallu, llingli - llingli, rosetón[2]